# Carrollton (Illinois)
Carrollton város az USA Illinois államában. Lakosainak száma 2485 fő (2020. április 1.).

## Népesség
A település népességének változása:
| Lakosok száma | 2605 | 2484 | 2485 |
|               | 2000 | 2010 | 2020 |